# Різанина в Нанкіні
32°02′15″ пн. ш. 118°44′15″ сх. д. / 32.0375° пн. ш. 118.7375° сх. д.

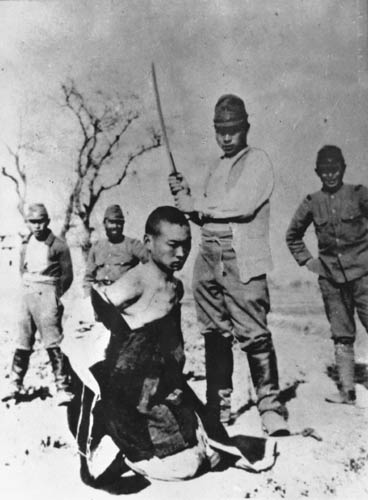
Японський офіцер збирається стратити китайського військовополоненого

Нанкінський інцидент (яп. 南京事件), Нанкінська різанина (кит.: 南京大屠殺), або Зґвалтування Нанкіну (англ. Rape of Nanjing) — серія масових вбивств, зґвалтувань та інших злочинів, скоєних японськими військовими під час Другої Японо-Китайської війни у Нанкіні у 1937. Більшість подій сталась протягом шести тижнів після захоплення Нанкіна 13 грудня 1937. За цей час від 250 тис. до 300 тис. китайських громадян та військовополонених були вбиті солдатами Імператорської Армії Японії. Близько 200 тис. китайців змогли врятуватися у таборах біженців, що знаходились неподалік посольства США в Нанкіні.
Офіційний японський уряд визнає, що масові вбивства та мародерства мали місце. Однак, деякі японські націоналісти заперечують ці події.

## Історія
Друга японо-китайська війна почалась у липні 1937 р. В середині листопада японським військам, попри значні втрати, вдалось захопити Шанхай. Розуміючи, що захистити Нанкін скоріш за все не вдасться, головнокомандувач Чан Кайші відвів армію вглиб Китаю. Уряд Китайської Республіки фактично перемістився до Уханю.
На захист Нанкіну залишилось близько 100000 військових, здебільшого слабко підготованих. Також до захисників приєднались деморалізовані частини, що врятувались після поразки у Шанхаї. Тим не менше, командувач захисту міста Тан Шенжи вважав, що йому вдасться відбити японську армію. За його наказом війська не дозволяли цивільним громадянам покинути місто: блокували дороги та порт, топили човни, спалили навколишні села.
Уряд залишив місто 1 грудня, президент виїхав 7 грудня і влада у місті остаточно перейшла до Міжнародного комітету, на чолі якого стояв Джон Рабе.

## Напередодні захоплення

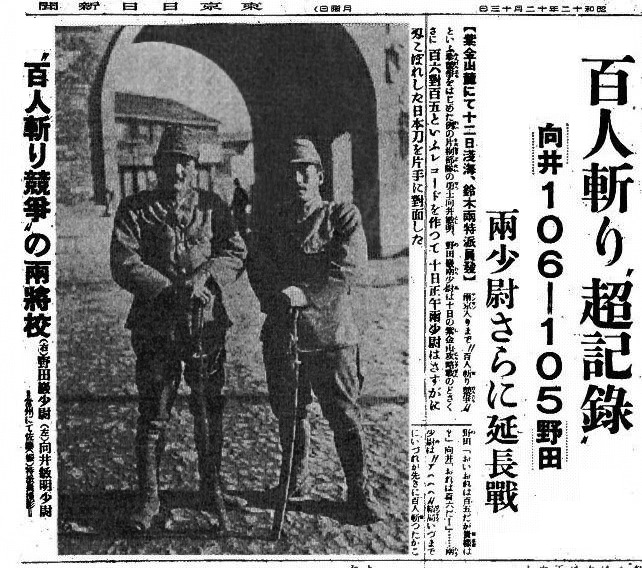
Стаття у японській газеті про змагання, хто першим вб'є 100 китайців катаною. Цифри показують рахунок убитих.

Багато злочинів було скоєно японцями ще до підходу до Нанкіну. Широко відомим стало змагання між двома офіцерами за те, хто першим вб'є сто людей, використовуючи катану. Газети висвітлювали ці події, ніби якусь спортивну дисципліну. У Японії правдивість газетної статті в газеті про змагання була предметом запеклої дискусії впродовж кількох десятиліть, починаючи з 1967.
Китайські війська використовували тактику спаленої землі. Всі будівлі за межами міста, включаючи військові бараки, приватні оселі, Міністерство Зв'язку Китаю, ліси та навіть цілі села були спалені. Збитки оцінювались у 20-30 мільйонів доларів США у цінах 1937 року.

## Битва за Нанкін
9 грудня японці висунули ультиматум, у якому вимагали здати місто протягом 24 годин.
10 грудня о 13:00 було віддано наказ про штурм.
12 грудня японці затопили американський військовий корабель USS Panay. Ця подія не мала особливого військового значення, але спричинила до суперечностей у японо-американських відносинах.
Ввечері 12 грудня командувач обороною Тан Шенжи втік з міста через північні ворота. Вночі за ним послідували солдати 36-ї дивізії. Втеча була неорганізованою.
До ночі 13 грудня японські війська фактично зайняли місто.

## Різанина

### Свідки
Свідками різанини стали близько двадцяти іноземців (європейців та американців), що залишились у місті. Події були описані у щоденниках Джона Рабе та американської місіонерки Мінні Волтрін. Інший місіонер, Джон Макгі, спромігся зняти документальну кінострічку та зробити ряд фотографій.

### Зґвалтування
За оцінками Токійського процесу, японська армія зґвалтувала до 20 тис. жінок, включаючи неповнолітніх та старих. Солдати цілеспрямовано обшукували будинки, полюючи на молодих дівчат. Часто після зґвалтування жінок вбивали.
У деяких випадках японці змушували людей вдаватися до інцесту: сини мали ґвалтувати матерів, батьки — дочок. Монахів, які тримали целібат, змушували ґвалтувати жінок.

### Вбивства цивільних
Досить важко визначити, скільки цивільних громадян постраждали від дій японської армії. Частину трупів було спалено, частина знаходиться у масових похованнях, багато було скинуто у річку Янцзи. Вчені оцінюють втрати у 250 тисяч осіб, водночас сучасні японські націоналісти говорять лише про сотні вбитих.

### Вбивства військовополонених
6 червня 1937 Хірохіто особисто підписав пропозицію щодо зняття обмежень, які накладає міжнародне право, щодо захоплених китайців. Офіцерам рекомендувалось припинити вживання слова «військовополонений».
Японські військові вбили близько 1300 китайців біля воріт Тайпін. Жертв підривали мінами, обливали бензином та підпалювали, решту закололи багнетами.

## Судові процеси щодо воєнних злочинів
12 листопада 1948 було оголошено вирок воєначальникам, обвинуваченим у даній справі. Мацуї, Хірота та ще п'ять командувачів були страчені, ще 18 осіб отримали інші вироки.

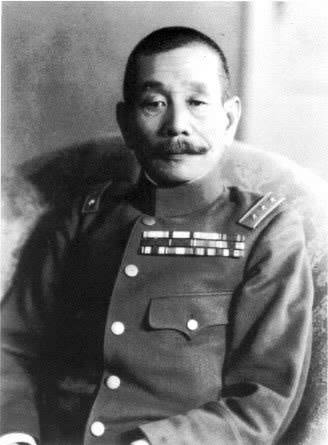
Генерал Іване Мацуї
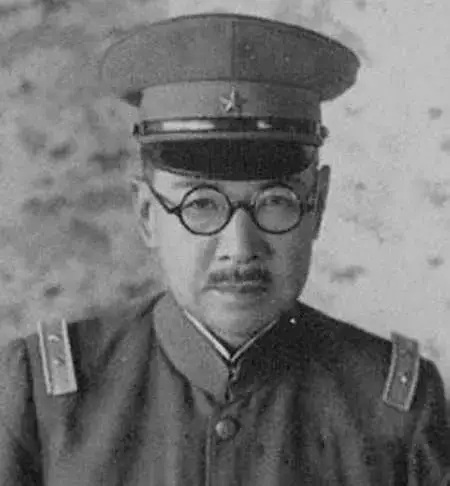
Генерал Хісао Тані

## Пам'ять
1985 року влада міста відкрила меморіальний комплекс, присвячений подіям різанини.
Події описані в книзі американської письменниці Айріс Чен, виданій у 1997 році.
У 2005 році будинок Джона Рабе було відновлено. Наступного року там відкрився музей.